# Carorita limnaea
Carorita limnaea là một loài nhện trong họ Linyphiidae.
Loài này thuộc chi Carorita. Carorita limnaea được Crosby & Bishop miêu tả năm 1927.